# Tlogosono
Tlogosono is een bestuurslaag in het regentschap Purworejo van de provincie Midden-Java, Indonesië. Tlogosono telt 868 inwoners (volkstelling 2010).